# Sicónio

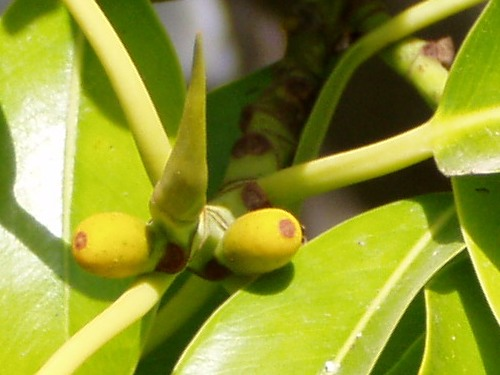
Sicónios de Ficus elastica, a árvore-da-borracha

Sicónio (também grafado sícone e sícono) é a designação dada em botânica aos pseudofrutos constituídos por uma inflorescência ou infrutescência composta por um receptáculo piriforme, carnudo e cavo, com uma abertura apical, chamada ostíolo, que permite o acesso aos insectos polinizadores. Na parede interna do sícono encontram-se muitas flores unissexuais pequenas e frutos inclusos. Assim que começa o período de maturação, os síconos podem conter ou só flores femininas ou flores dos dois sexos. As flores masculinas encontram-se junto ao ostíolo. Uma vez concluída a polinização, o sicónio passa a conter aquénios ou frutos verdadeiros.
O sicónio pode apresentar-se, num estágio inicial, como inflorescência e mais tarde como uma infrutescência. Na verdade somente por meio de uma inspeção do interior do sicónio com uma lupa é possível distinguir o estágio em que ele se encontra. O exemplo mais comum de sicónio é o figo. 
A palavra «sicónio» provém do latim científico syconium, que por seu turno vem do étimo grego antigo σῦκον (sûkon ou sykon) que significa «figo».